# Louis Comte (prestidigitateur)
Pour les articles homonymes, voir Comte (homonymie) et Louis Comte (homonymie).
Louis-Christian-Emmanuel-Apollinaire Comte est un prestidigitateur et ventriloque suisse né à Genève, d'un père français, le 22 juin 1788, et mort à Rueil (Seine-et-Oise) le 25 novembre 1859. Il fut un artiste parisien du XIXe siècle de grande renommée pour son art de la prestidigitation et grâce à ses tours de ventriloquie qui serait la science de l'engastrimysme. Louis XVIII lui décerna le titre de « physicien du roi » qu'il utilisa pour toutes ses représentations.

## Biographie

### Enfance
Dès l'âge de huit ans, Louis Comte fait preuve de ses dons de ventriloque. Destiné aux affaires par sa famille, il est placé chez un avoué. Il quitte ce métier à l'âge de quinze ans, et se produit comme ventriloque dans des tournées. Il apprend ensuite la prestidigitation auprès de David, grand spécialiste bordelais. Après quelques représentations au théâtre des Jeunes-Élèves, rue de Thionville, à Paris, il repart en tournée en province, et ne revient s'établir définitivement dans la capitale qu'en 1814.

### Carrière
|                                                     |  |  |
| Jeton d'abonnement Théâtre Comte, passage Choiseul. |  |  |

En 1814, il s'installe à l'Hôtel des Fermes, rue de Grenelle-Saint-Honoré, dans un caveau. À cette époque, il donne, devant Louis XVIII et les souverains d'Europe, une séance à la suite de laquelle il reçoit le titre de "Physicien du Roi". Néanmoins, l'aisance matérielle n'est pas au rendez-vous. En 1817, il reprend la salle du Mont-Thabor (ancien Cirque-Olympique), abandonnée par les Franconi. Face aux tracasseries administratives (les autorités l'obligent à donner ses spectacles pour enfants derrière un rideau de gaze !), il revient rapidement à l'Hôtel des Fermes.
En 1820, Louis Comte crée un théâtre passage des Panoramas. En 1826, le théâtre est fermé par les autorités, à cause des risques d'incendie. Comte s'établit alors passage Choiseul. Le théâtre Choiseul, créé le 23 juin 1825, ouvre le 9 janvier 1827, sous le nom de "Théâtre des Jeunes Élèves de M. Comte", ou Théâtre Comte. Là, Comte met sur pied un programme de représentations de prestidigitation et de ventriloquie, mais aussi de fééries et d'opéras-comiques. Parmi les auteurs qui font leurs débuts au Théâtre Comte, on peut citer Cogniard, Dumanoir et Siraudin. Émile Vanderbuch a aussi été longtemps un des auteurs favoris de Comte. Parmi les acteurs, on notera Hyacinthe, Francisque jeune, Émile Taigny, Charles Pérey, Paul Laba, Pastelot, Colbrun, Poulet, Rubel, Clarisse Miroy, Marie Dupuis, Atala Beauchêne et Aline Duval.
Jacques Offenbach reprend ensuite le théâtre le 29 décembre 1855, et en fait le Théâtre des Bouffes-Parisiens. De nos jours, une plaque commémorative des lieux historiques de la Ville de Paris est apposée passage Choiseul, rappelant Louis Comte.
En 1854, Comte quitte la scène, et va habiter sa propriété de Nanterre. Sa dernière représentation eut lieu à Nanterre en janvier 1854. Comte déménage ensuite à Rueil, où il termine ses jours. Louis-Philippe l’avait fait chevalier de la Légion d’honneur.

## Comte et ses contemporains
Jean-Eugène Robert-Houdin
Au cours d'une visite cordiale et courtoise de Louis Comte chez Robert-Houdin, les deux hommes de spectacle font preuve d'un jeu de rivalité dans la maîtrise chacun à leur manière de l'illusion. Robert-Houdin rapporte cette rencontre dans son livre « Une vie d'artiste », cité aussi dans le Grand dictionnaire Larousse. Celui-ci est amené à reconnaître les qualités époustouflantes du jeu de Louis Comte.
Théodore de Banville
Théodore de Banville écrit ses Odes funambulesques et bien des années plus tard, confie dans une lettre à son éditeur l'origine de ses personnages, qu'il tire de la société mondaine du Paris de son temps. Il déclare ici avoir dépeint Louis Comte et son théâtre, sous le titre du Théâtre d'enfants. Cette scène apparaît à la page 53 de son livre.
On connaît, grâce à cette lettre, le devenir des principaux acteurs du théâtre de Louis Comte. Banville rapporte les désastres d'une éducation pour de jeunes enfants laissés pratiquement à l'abandon dans les coulisses de la grande vie parisienne. 
- « Étrangement, les filles revinrent grandes et fortes, comme Hippolyte, reine des Amazones, mais les garçons devinrent rachitiques ou atteints de phtisie, les plus chanceux finirent nains ou bossus ».
- « Alfred n'a jamais pu grandir et fut plus tard nommé inspecteur du balayage ».
- « Poulet avait été un enfant beau comme le jour, et est mort vieux souffleur de l'Odéon, bossu ».
- « Colbrun charmant, spirituel, délicat et frêle, ne se vit jamais la barbe pousser, garda un visage d'enfant et continua à jouer des rôles de gamins dans les grands drames d'Alexandre Dumas ».
- « Rubel est le seul qui ait subsisté. On le retrouva dans les petits théâtres, ressemblant à un Casse-noisette ».